# Литл Браунинг (Монтана)
Литл Браунинг (енгл. Little Browning) насељено је место без административног статуса у америчкој савезној држави Монтана.

## Демографија
По попису из 2010. године број становника је 206.
| Група             | 2000.    | 2010.     |
| Белци             | 0 (0,0%) | 8 (3,9%)  |
| Афроамериканци    | 0 (0,0%) | 0 (0,0%)  |
| Азијати           | 0 (0,0%) | 0 (0,0%)  |
| Хиспаноамериканци | 0 (0,0%) | 11 (5,3%) |
| Укупно            | 0        | 206       |